# Ciepielowice
Ciepielowice (deutsch bis 1874 Czeppelwitz, 1874–1936 Scheppelwitz, 1936–1945 Steffansgrund) ist eine Ortschaft in Oberschlesien. Das Dorf liegt in der Gemeinde Dambrau (Dąbrowa) im Powiat Opolski (Kreis Oppeln) in der Woiwodschaft Oppeln in Polen.

## Geographie

### Geographische Lage
Ciepielowice liegt im Westen der historischen Region Oberschlesien. Das Dorf liegt einen Kilometer nördlich vom Gemeindesitz Dambrau und zehn Kilometer westlich von der Kreisstadt und Woiwodschaftshauptstadt Opole (Oppeln). Ciepielowice liegt in der Nizina Śląska (Schlesische Tiefebene) innerhalb der Równina Niemodlińska (Falkenberger Ebene).
Südlich des Dorfes verläuft die Droga krajowa 45. Ciepielowice liegt an der Bahnstrecke Opole–Brzeg.

### Nachbarorte
Nachbarorte von Ciepielowice sind im Norden Skarbiszów (Karbischau), im Osten Karczów  (Schönwitz), im Süden Dąbrowa (Dambrau) und im Westen Nowa Jamka (Deutsch Jamke).

## Geschichte

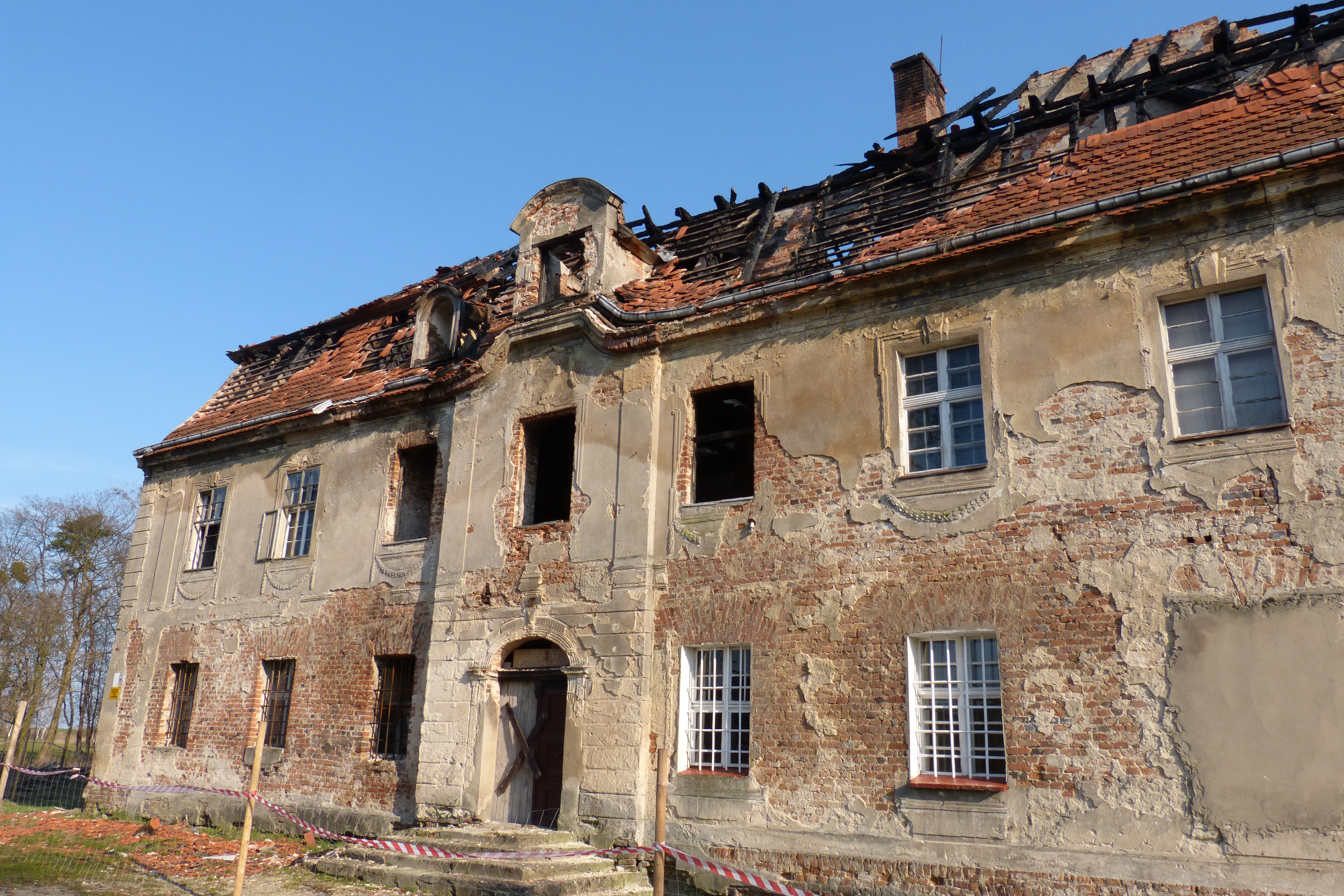
Schloss Scheppelwitz (2016)

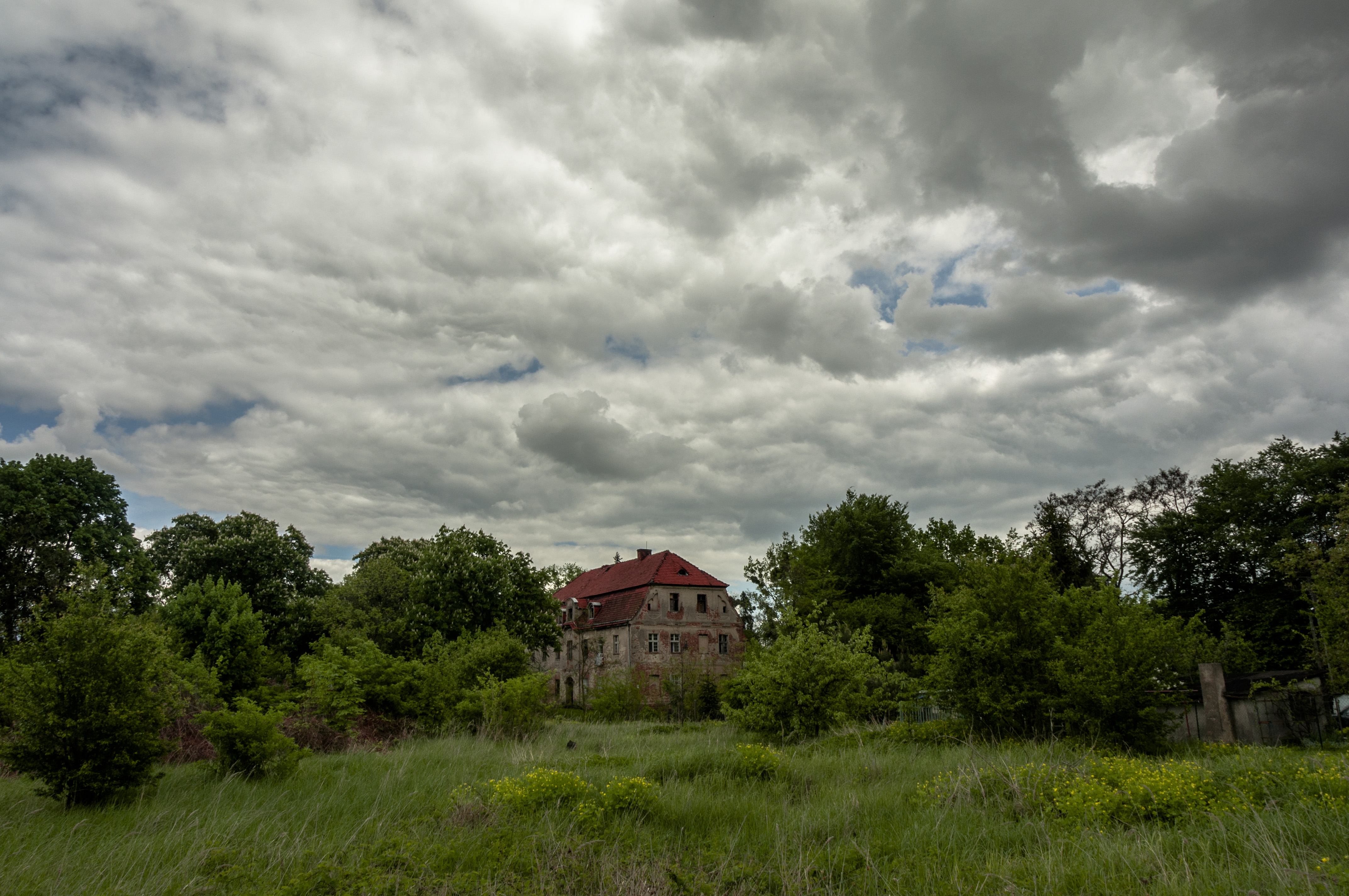
Verwilderter Schlosspark

In dem Werk  Liber fundationis episcopatus Vratislaviensis aus den Jahren 1295–1305 wird der Ort erstmals urkundlich als Stephani villa erwähnt. 1534 wird der Ort als Tchepanowitz erwähnt.
Nach dem Ersten Schlesischen Krieg 1742 fiel Czeppelwitz mit dem größten Teil Schlesiens an Preußen. 1783 zählte das Gut fünf Bauern, 26 Häuser und 157 Einwohner.
Nach der Neuorganisation der Provinz Schlesien gehörte die Landgemeinde Czeppelwitz ab 1816 zum Landkreis Falkenberg O.S. im Regierungsbezirk Oppeln. 1845 bestanden im Dorf ein Schloss, ein Vorwerk, eine Bleiche und 44 Häuser. Im gleichen Jahr lebten in Czeppelwitz 318 Menschen, davon 70 katholisch. 1855 lebten 792 Menschen im Ort. 1865 zählte das Dorf 28 Gärtner- und 12 Häuslerstellen. Eingeschult waren die Dorfbewohner nach Dambrau. Im Februar 1874 wurde der Amtsbezirk Dambrau gegründet, welcher aus den Landgemeinden Dambrau, Czeppelwitz, Polnisch Leipe und Sokollnik sowie den Gutsbezirken Dambrau, Czeppelwitz, Polnisch Leipe und Sokollnik bestand. Am 16. Oktober 1874 wurde der Ortsname in Scheppelwitz geändert. 1885 zählte Scheppelwitz 297 Einwohner.
1933 lebten 388 Menschen in Scheppelwitz. Am 10. Juni 1936 wurde Scheppelwitz in Steffansgrund umbenannt. 1939 lebten dort 404 Einwohner. Bis Kriegsende 1945 gehörte der Ort zum Landkreis Falkenberg O.S.
Am 25. Januar 1945 rückte die Rote Armee erstmals im Dorf ein. Kurz darauf wurde diese wieder aus dem Dorf zurückgedrängt werden. Am 18. März 1945 fiel Steffansgrund endgültig. Seither gehört der Ort zu Polen, wurde in Ciepielowice umbenannt und der Gmina Dąbrowa angeschlossen. 1950 kam der Ort zur Woiwodschaft Oppeln. 1999 kam der Ort zum wiedergegründeten Powiat Opolski.

## Sehenswürdigkeiten
- Das Schloss Scheppelwitz war ursprünglich ein Gutshaus, das Ende des 18. Jahrhunderts um einen Seitenflügel im klassizistischen Stil erweitert wurde. Anfang des 20. Jahrhunderts erhielt es einen Verbindungstrakt mit Treppenhaus.[10] Letzter Besitzer des Schlosses war Friedrich Hermann zu Solms-Baruth. Das Gebäude steht unter Denkmalschutz, wurde jedoch dem Verfall preisgegeben.[11] zu dem Gutshaus gehört ein Speicher und ein Park, die gleichfalls unter Denkmalschutz stehen. Z
- Zweistöckige Wegekapelle
- Zwei Wegekreuze an der ul. Dluga